# Christian Cuvilliez
Christian Cuvilliez, né le 25 septembre 1941 à Fécamp, est un homme politique français.
Membre du Parti communiste français, il devient, à la mort de son prédécesseur Irénée Bourgois en 1989, maire de Dieppe jusqu’en 2001. Il est député de la onzième circonscription de la Seine-Maritime de 1997 à 2002.
Condamné en 2003 à un an de prison avec sursis et à deux ans de suppression des droits civiques, civils et de famille pour détournement de fonds publics et recel, il est élu de nouveau en mars 2008 conseiller municipal de Dieppe sur la liste d'union de la gauche menée par Sébastien Jumel.
Il est également conseiller régional de Haute-Normandie de 2008 à 2009 à la suite de la démission de Marie-Françoise Gaouyer. Il quitte sa dernière fonction élective en 2014.

## Parcours syndical
Au moment des événements de mai-juin 1968, Christian Cuvilliez enseigne à Rouen dans un centre de formation de la Chambre de commerce. Il organise la grève dans l'établissement, ce qui lui vaut de n'être pas repris en septembre. Il est alors muté à Dieppe.
Il devient secrétaire du syndicat CGT de l’enseignement technique pour la Seine-Maritime, et est élu membre de la Commission administrative de l’Union départementale CGT de Seine-Maritime lors du 26e congrès les 12-13 et 14 décembre 1968.
Il quitte l'union départementale CGT à la suite de son élection comme maire de Neuville-lès-Dieppe en 1977.

## Parcours politique
Christian Cuvilliez adhère au Parti communiste français  (PCF) pendant le mouvement de grève de mai 1968.
En 1971, il conduit une liste du PCF pour les élections municipales à Neuville-lès-Dieppe, mais la liste n’est pas élue. Au lendemain de ces élections, il remplace Guy Sénécal, devenu maire d'Arques-la-Bataille, comme secrétaire de la section de Dieppe du PCF, responsabilité qu’il exerce jusqu’en 1977.
En 1977, il remporte les élections municipales à la tête d'une liste d'Union de la Gauche et est élu maire de Neuville-lès-Dieppe, alors en quasi-faillite. Voulant éviter la mise sous tutelle de Neuville ou la suppression des subventions aux associations, il augmente les impôts de 40 % et organise la fusion de ce faubourg dieppois avec la ville de Dieppe.
À la suite de la fusion de Neuville avec Dieppe en 1980, il devient 1er adjoint au maire de Dieppe, Irénée Bourgois et maire-délégué de la commune de Neuville-lès-Dieppe. Il est réélu en 1983 et 1989.  À la mort d'Irénée Bourgois, il est élu maire de Dieppe en juillet 1989 par le conseil municipal. Les élections de 1995 remportées avec 80 voix d'avance sont contestées par le candidat perdant Édouard Leveau (RPR) et annulées  par le Conseil constitutionnel au motif que des tracts diffamatoires auraient faussé l'élection. De nouvelles élections sont organisées en 1996, à l'issue desquelles la liste conduite par Christian Cuvilliez l'emporte largement. Sous le coup d'une mise en examen en 2000, il perd les élections de 2001 au profit d'Édouard Leveau.
En 1981, il est élu conseiller régional (Haute-Normandie), mandat qu'il conserve jusqu'à son élection comme député en 1997. En 1982, il est élu conseiller général du nouveau canton de Dieppe-Est, mandat qu'il perd au renouvellement de 1985.
Présenté comme candidat aux élections législatives de 1993 par le PCF, il est devancé par le socialiste Jean Beaufils, au profit duquel il se désiste et qui se sera battu par le candidat RPR Édouard Leveau.
En 1997, à la suite de la dissolution de l’Assemblée nationale par le président de la République Jacques Chirac, il est élu député en juin, en battant le député sortant Édouard Leveau. L'Assemblée est de nouveau dissoute en 2002 après la réélection de Jacques Chirac. Lors des élections législatives Christian Cuvilliez est battu par Édouard Leveau qui retrouve son siège de député.
En 2003, il est condamné par la Cour d'appel de Rouen à un an de prison avec sursis et à deux ans de suppression des droits civiques, civils et de famille pour « détournement de fonds publics et recel » dans une affaire de deux emplois fictifs en faveur du PCF et de la CGT. Après avoir récupéré ses droits civiques en début d'année 2007, Christian Cuvilliez est de nouveau candidat aux élections municipales de 2008 à Dieppe sur la liste municipale d'union de la gauche conduite par Sébastien Jumel et est réélu au conseil municipal, cinq ans après avoir dû le quitter à la suite de ses déboires judiciaires. Le 14 mars 2008, après avoir été ovationné par ses partisans, il déclare lors de la première réunion du conseil municipal savourer sa revanche et sa réhabilitation par les électeurs et c'est à lui, en tant que doyen, qu'il revient de ceindre le nouveau maire communiste, Sébastien Jumel, de son écharpe tricolore. Ce dernier lui rend à son tour hommage déclarant ainsi « recevoir des mains d’un homme de cette trempe, de cette hauteur de vue, de cette générosité naturelle » y voyant un symbole juste et légitime de réparation de l’histoire. Il devient également conseiller régional de Haute-Normandie à la suite de la démission de Marie-Françoise Gaouyer, élue maire de la commune de Eu.
En 2014, il figure en position non éligible sur la liste de Sébastien Jumel lors des élections municipales et dirige la campagne de Jacky Hénin pour les élections européennes (6,38% des suffrages dans la région nord-ouest).

## Publication
En 2019, il fait paraître son ouvrage À bâtons rompus dans lequel il raconte sa vie politique.

## Synthèse des mandats

### Mandats locaux
- Maire de Neuville-lès-Dieppe de 1977 à 1980,
- Maire-Délégué de Neuville-lès-Dieppe de 1980 à 1989,
- Conseiller municipal de Dieppe de 1980 à 2003,
- Premier adjoint au Maire de Dieppe 1980 à 1989,
- Maire de Dieppe 1989 à 2001,
- Conseiller général de Seine-Maritime de 1982 à 1985,
- Conseiller municipal de Dieppe de 2008 à 2014.

### Mandat régional
- Conseiller régional de Haute-Normandie de 1981 à 1997.
- Conseiller régional de Haute-Normandie de mars 2008 à 2009.

### Mandat de député
- Député PCF de la 11e circonscription de 1997 à 2002.

## Condamnation pour emplois fictifs
Le 30 novembre 2000, Christian Cuvilliez, alors maire de Dieppe, est mis en examen dans une affaire d’emploi fictif. Deux salariés de la ville, également mis en examen, étaient secrétaire du bureau de l’union locale de la CGT et secrétaire de la section locale du PCF. Inculpé pour « détournement de fonds publics », il est condamné pénalement en première instance le 26 avril 2002 par le Tribunal correctionnel de Dieppe à un an de prison avec sursis, à cinq ans d'inéligibilité et à cinq millions de francs de dommages-intérêts à verser à la collectivité. Il fait appel et la Cour d'appel de Rouen le 11 juin 2003 le condamne à un an de prison avec sursis et à deux ans de suppression des droits civiques, civils et de famille pour « détournement de fonds publics et recel ». L'arrêt est confirmé par la Cour de Cassation le 28 septembre 2004. Concernant le volet civil, la cour d’appel de Caen le 18 mai 2005 le condamne à rembourser 475 000 euros à la ville de Dieppe, solidairement avec les salariés fictifs, également condamnés.
En décembre 2001, Christian Cuvilliez et cinq élus communistes du conseil municipal sont reconnus coupables de diffamation envers Édouard Leveau par le Tribunal correctionnel de Dieppe et condamnés à 3 000 francs de dommages-intérêts. L’ancien maire de Dieppe était soupçonné d’avoir fait circuler des tracts mettant en cause la probité de son successeur à la mairie. Le 29 avril 2002, la cour d'appel de Rouen infirme le jugement et prononce la relaxe des accusés.